# Звонимир Фуртінгер
Звонимир Фуртінгер (хорв. Zvonimir Furtinger; нар. 1912, Загреб, — пом. 1986, Загреб) — хорватський радіожурналіст, сценарист, перекладач, літератор, письменник-фантаст, основоположник сучасної наукової фантастики в Хорватії. 

## Життєпис
Після середньої школи, яку закінчив у Загребі, зарахований студентом на фах «історія» та «археологія», але навчання у вищій школі покинув під час Великої депресії 1930-х. Перебивався сякими-такими заробітками, аби лише вижити; був гробарем, начальником рекламного бюро, навіть членом єгипетської групи фокусників, що подорожувала Близьким Сходом. Після повернення в Загреб був графіком, співвласником копальні лігніту, директором кінотеатру. Саме у перший день війни 6 квітня 1941 отримав першу справжню посаду — службовцем у так званому «картельному бюро» югославських торгівців залізними виробами. Він рано став пристрасним радіоаматором і шанувальником наукової фантастики, яка тоді тільки-но почала з'являтися у країні.
Перший свій роман (пригодницько-фантастичний) «Червоний дух» (хорв. Crveni duh) написав у тандемі зі Станком Радовановичем 1935 року, він виходив частинами і не зустрів схвального прийняття з боку читачів. Безпосередньо перед Другою світовою війною знову в тандемі зі Станком Радовановичем написав науково-фантастичний роман «Майстер Омега завойовує світ» (хорв. Majstor Omega osvaja svijet), який виходив уривками з продовженням у часописі «Zagrebački list».
Після завершення Другої світової війни восени 1945 року працевлаштувався на Радіо Загреб, де працював журналістом, режисером, сценаристом і автором радіопередач. Принагідно брався і за іншу роботу та працював музикантом, співаком, фоторепортером. Для радіо написав багато радіоп'єс, переважно детективного жанру. Цей жанр був йому особливо до душі, і він видав низку детективних романів, здебільшого під псевдонімами (наприклад, Бен Хантер (хорв. Ben Hunter)). Потім почав писати сценарії для телебачення і коміксів «Через минулі століття» (хорв. Kroz minula stoljeća) і «Херлок Шолмс, майстер маски» (хорв. Herlock Sholmes, majstor maske). Проте він займався і серйознішою літературою, переклавши і адаптувавши Шекспірову «Комедію помилок» (навіть склав для неї партитуру).
До наукової фантастики повернувся 1959 року, коли з Младеном Б'яжичем видав роман «Завойовник 2 не виходить на зв'язок» (хорв. Osvajač 2 se ne javlja). Відразу ж після цього, 1960 року знову з Б'яжичем видав іще один науково-фантастичний твір «Загадкова машина професора Кружича» (хорв. Zagonetni stroj profesora Kružića). У тому ж році вийшла і «Варамунга, таємниче місто» (хорв. Varamunga, tajanstveni grad) у стилі «роману на даху», деякі під псевдонімом Б. Ф. Деполіс. 1962 року знову в тандемі з Б'яжичем явив світу свій найуспішніший науково-фантастичний роман «Вселенська наречена» («хорв. Svemirska nevjesta»; «Епоха», Загреб). У тому самому році вийшла друком і «Таємниця старої цегли» (хорв. Tajna stare opeke), а 1963 — роман на теми національно-визвольної боротьби «Фальшивий кур'єр» (хорв. Lažni kurir). Потім 1965 року вони видали науково-фантастичний роман «Мертві повертаються» (хорв. Mrtvi se vraćaju), а після перерви в шість років випустили 1971 року науково-фантастичний роман «Нічого без Божени» (хорв. Ništa bez Božene).
Фуртінгер і Б'яжич писали свої науково-фантастичні романи як своєрідні детективні розслідування, які закінчувалися не реальними, а фантастичними розгадками, при цьому вони злегка висміювали своїх героїв, що ніяк не помічали цих розгадок.
1982 року Фуртінгера відзначено премією «SFERA» за його творчий доробок у галузі наукової фантастики.
У січні 2011 року товариство «SFera» випустило збірку науково-фантастичних романів Фуртінгера у вигляді омнібусу «Психофор» (хорв. Psihophor), яка містить і короткий науково-фантастичний роман «Вілла на острові» (хорв. Vila na otoku). Книжку підготував письменник і редактор наукової фантастики Александар Жиляк.